# Puente Long Biên

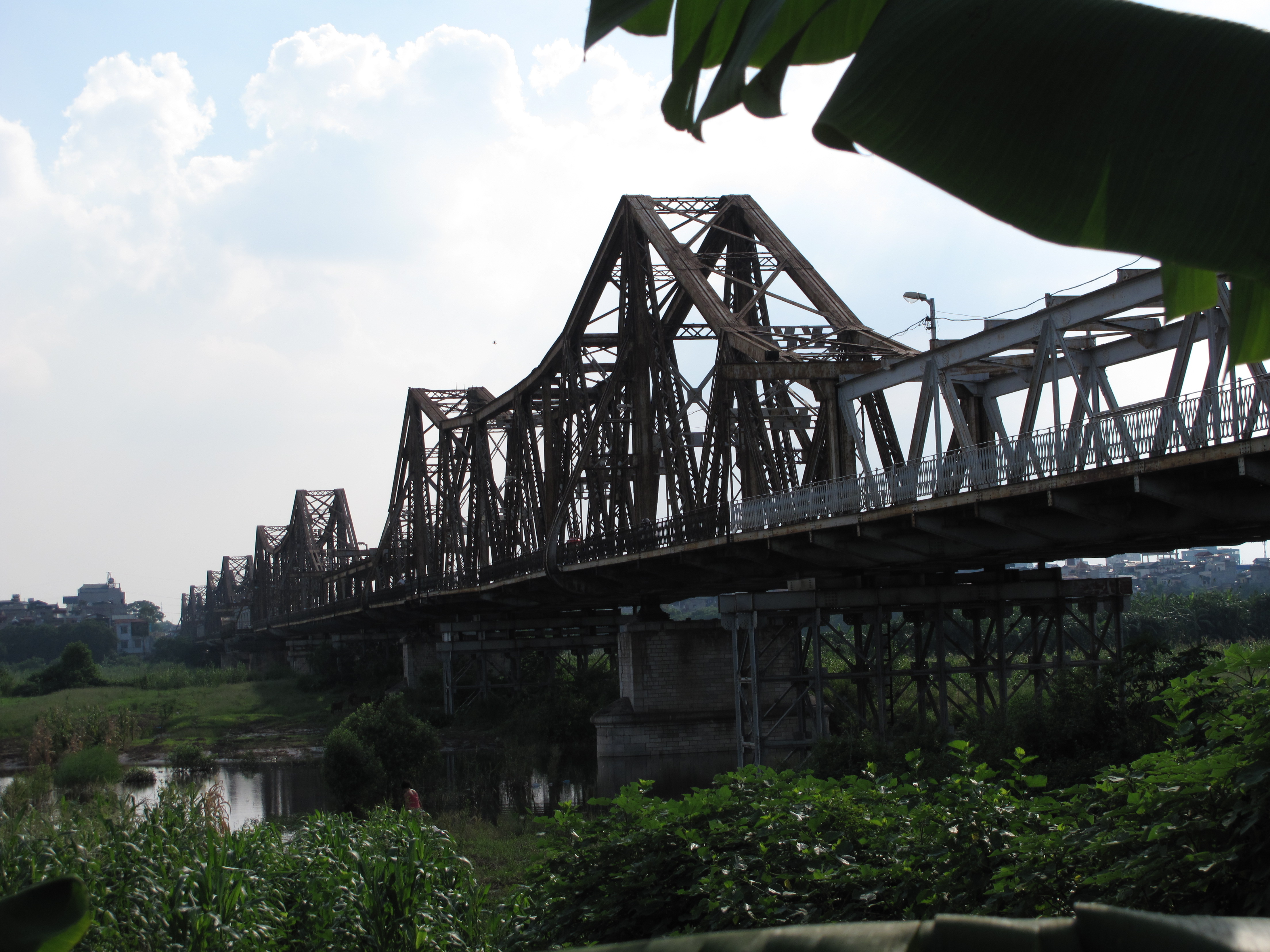
El Puente Long Biên en 2010.

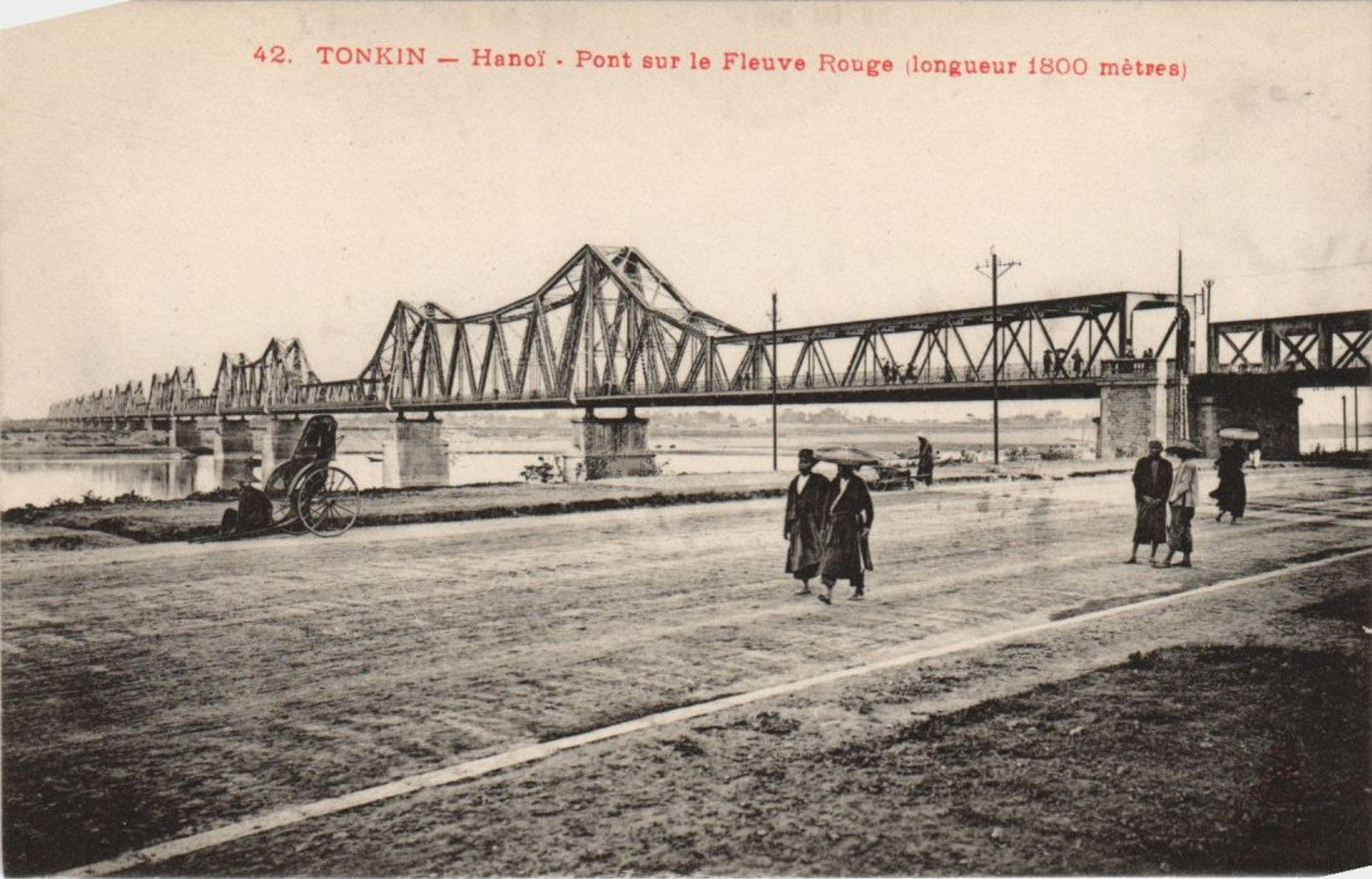
El puente poco después de su construcción.

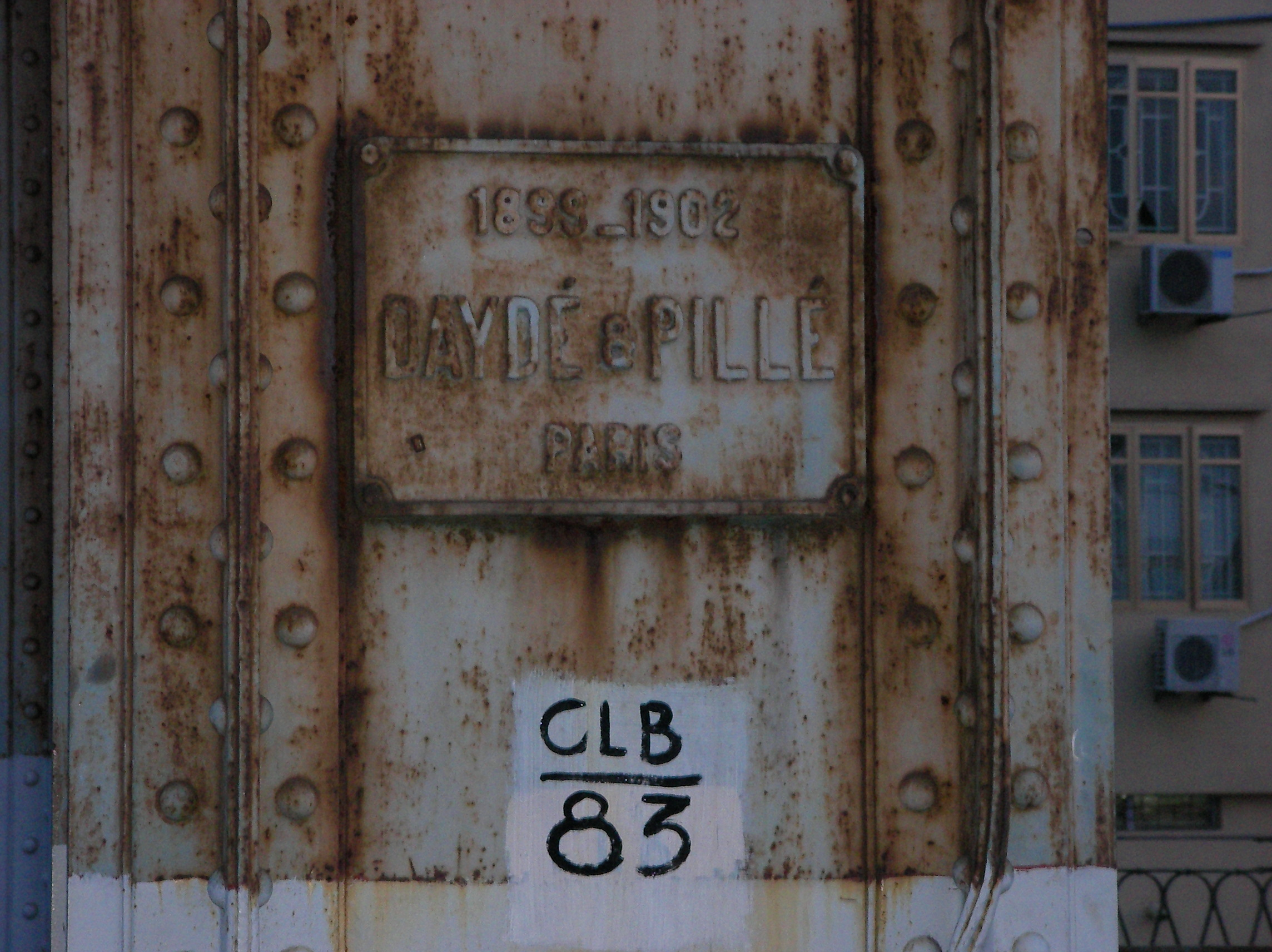
La placa del constructor, Daydé & Pillé, París.

El Puente Long Biên (en vietnamita: Cầu Long Biên) es un puente en ménsula histórico sobre el Río Rojo que conecta los distritos Hoan Kiem y Long Bien de la ciudad de Hanói, Vietnam. Se llamaba originalmente Puente Paul Doumer.

## Historia
El puente fue construido entre 1899 y 1902 por la empresa de ingeniería Daydé & Pillé de París, e inaugurado en 1903. Antes de la independencia de Vietnam del Norte en 1954, se llamaba Puente Paul Doumer, en honor a Paul Doumer, el gobernador general de la Indochina francesa y posteriormente presidente de Francia. Con 2,4 km de longitud, en aquel momento era uno de los puentes más largos de Asia. Para el gobierno colonial francés su construcción tenía importancia estratégica para asegurar el control del norte de Vietnam. Desde 1899 hasta 1902, más de 3000 trabajadores vietnamitas participaron en la construcción.
Fue bombardeado duramente en la Guerra de Vietnam debido a su posición estratégica (único puente en aquella época que cruzaba el Río Rojo y conectaba Hanói con el puerto principal, Haiphong). El primer ataque se realizó en 1967, y el vano central del puente fue derribado por un ataque de 20 bombarderos F-105. Los informes de la CIA observaron que la destrucción del puente no parecía haber causado tanta perturbación como se esperaba. La defensa del Puente Long Biên continúa desempeñando un papel importante en la imagen de Hanói y es ensalzada a menudo en poesías y canciones. Estuvo inutilizable durante un año cuando, en mayo de 1972, cayó víctima de uno de los primeros ataques coordinados usando "bombas guiadas" por láser.
Algunas partes de la estructura original se conservan intactas, mientras que se han reconstruido grandes secciones para reparar los agujeros. Solo la mitad del puente conserva su forma original. En la actualidad está en curso un proyecto para restaurar el puente a su aspecto original, con apoyo y financiación del gobierno francés.
En la actualidad trenes, ciclomotores, bicicletas y peatones usan el puente, en mal estado, mientras que el resto del tráfico se desvía al cercano Puente Chương Dương y otros puentes construidos recientemente: Puente Thanh Trì, Puente Thăng Long, Puente Vĩnh Tuy, y Puente Nhật Tân.

## Galería de imágenes

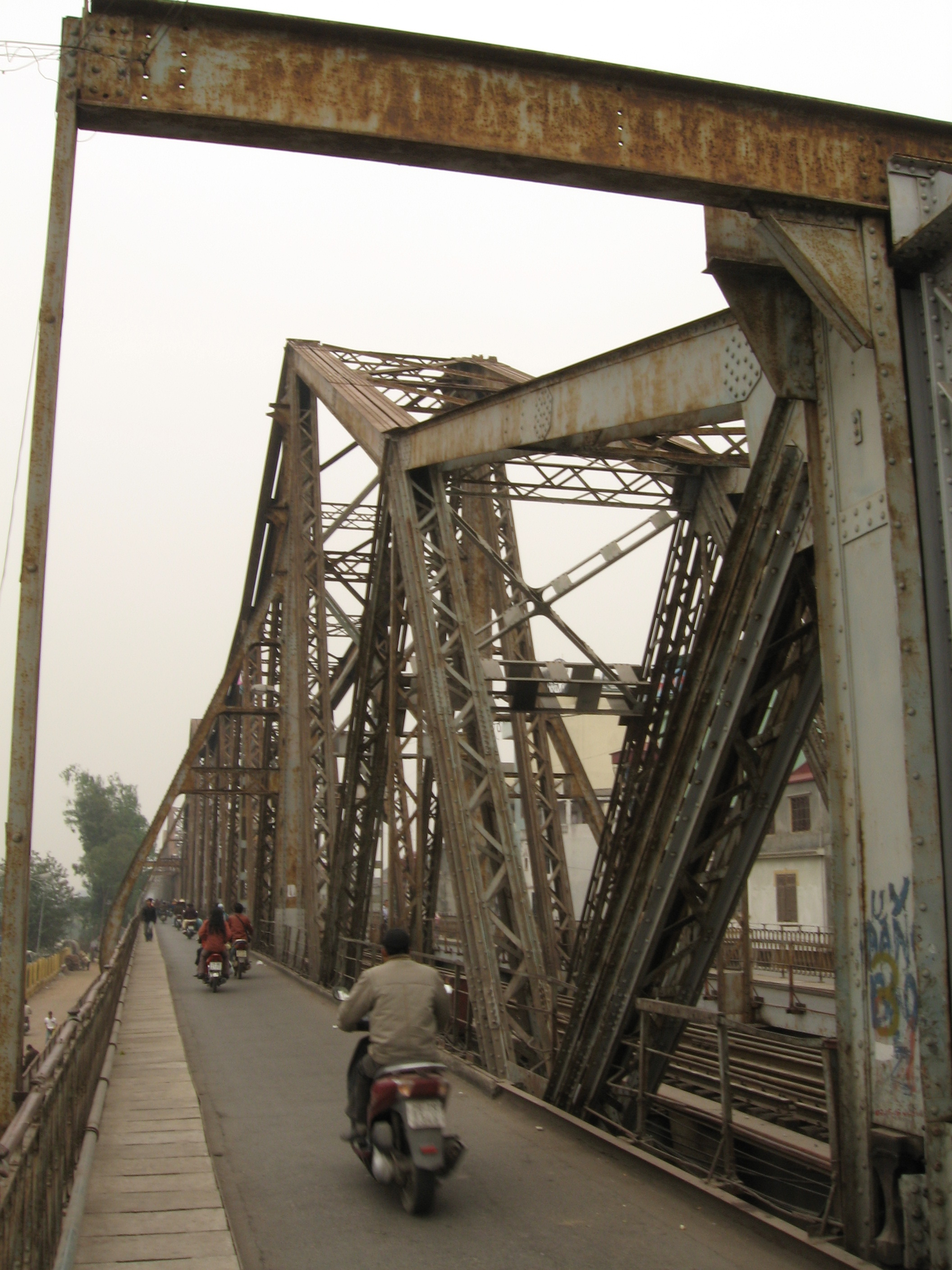
La vía peatonal y de vehículos de dos ruedas
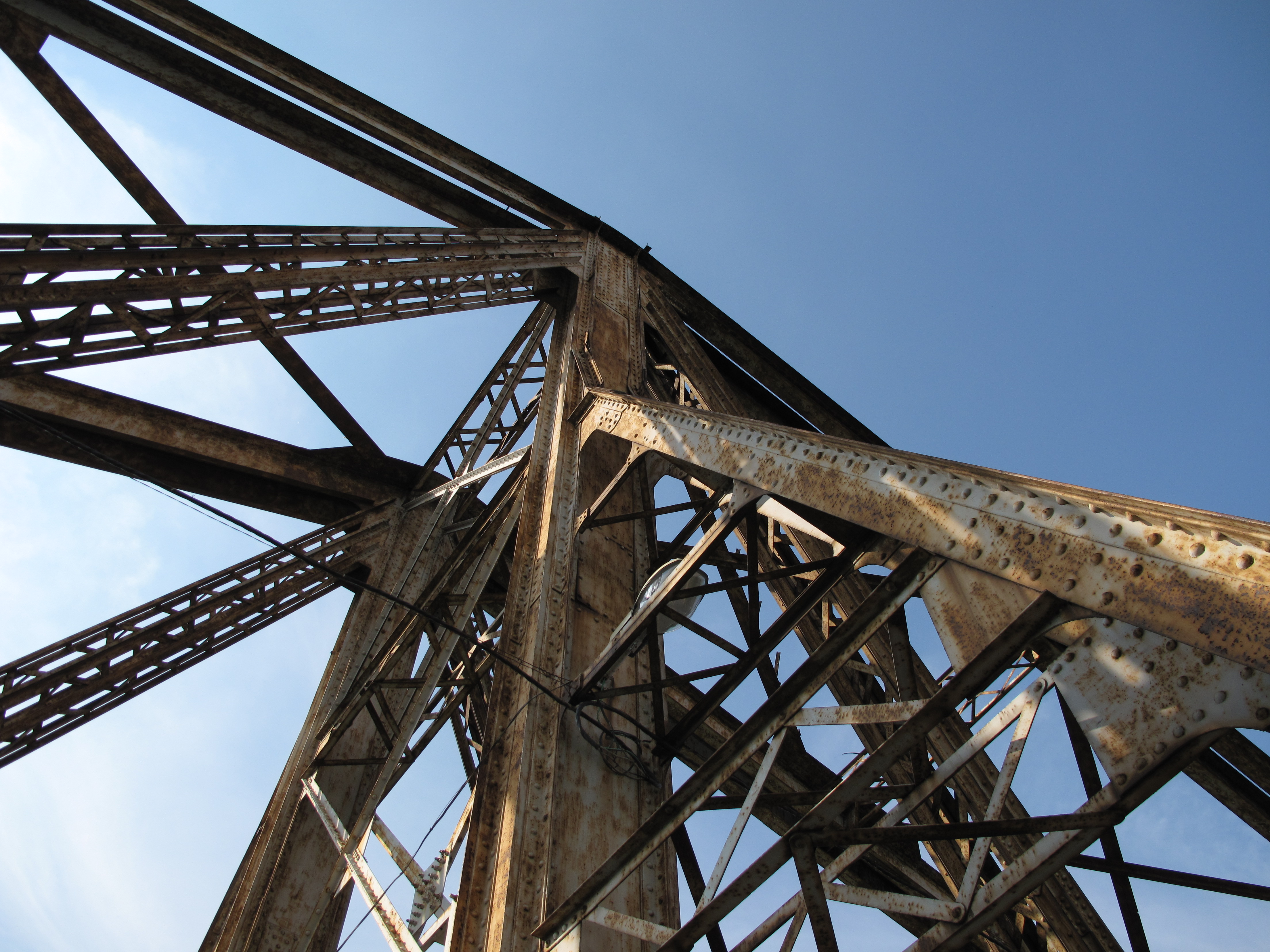
Las vigas de hierro del puente
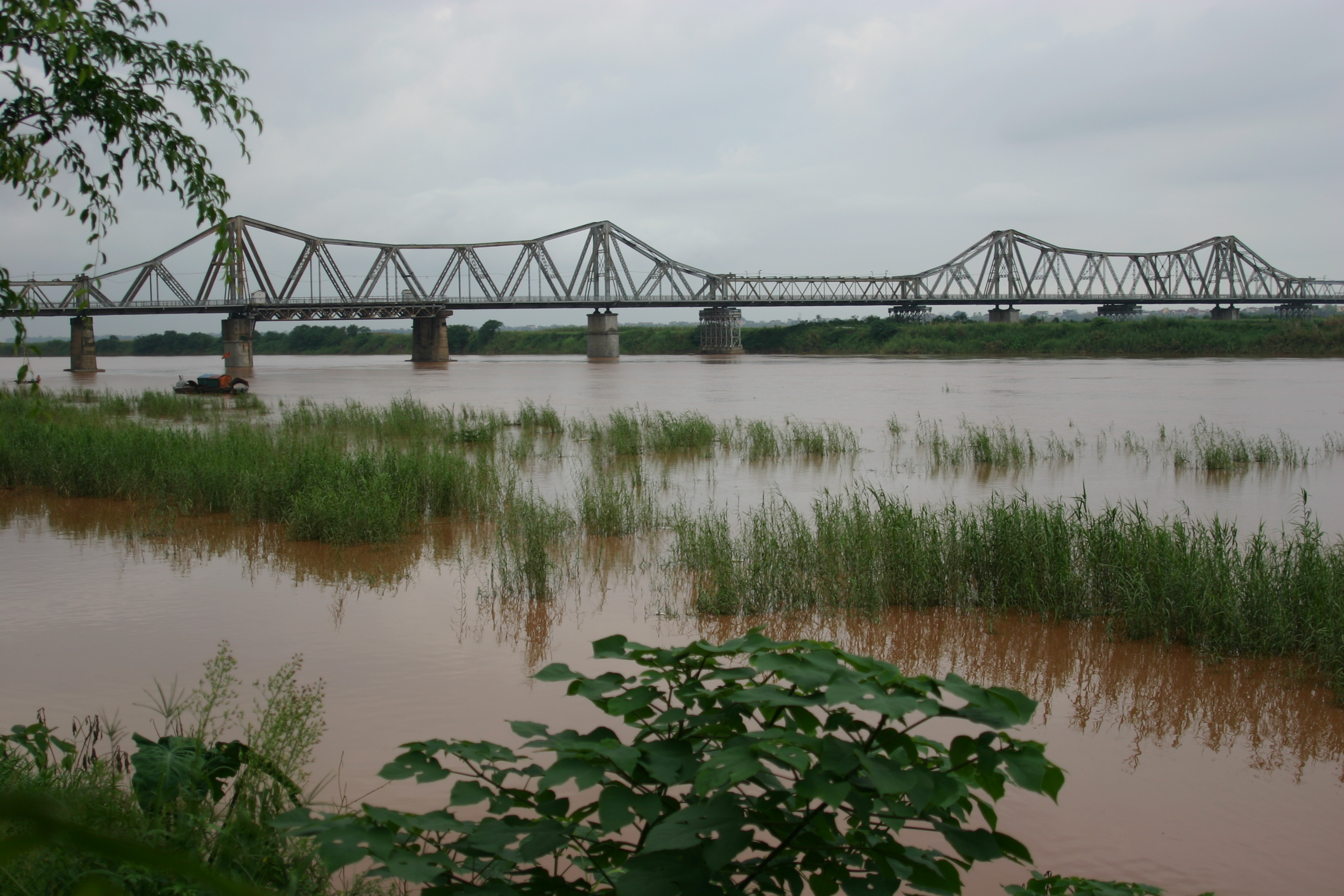
El Puente Long Biên visto desde el Río Rojo
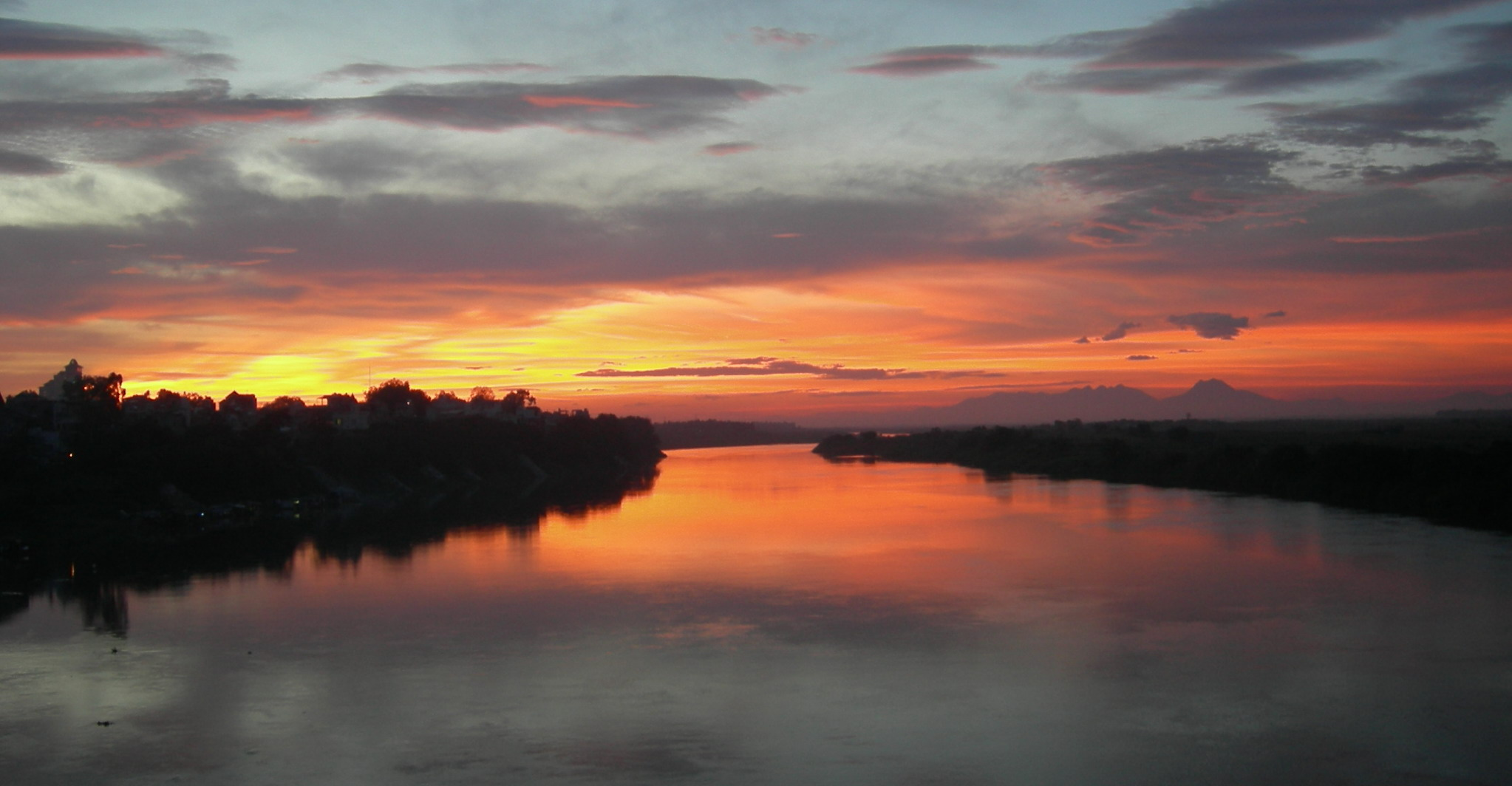
Atardecer sobre el Río Rojo desde el puente